# André Philip (acteur)
Pour les articles homonymes, voir André Philip (homonymie).
Léon André Philip est un acteur français né à Paris le 25 février 1905 où il est mort le 21 avril 1988.

## Filmographie

### Cinéma
- 1946 : L'Affaire du collier de la reine de Marcel L'Herbier et Jean Dréville : Deschamps, le valet du comte de La Motte
- 1952 : La Fête à Henriette de Julien Duvivier
- 1952 : Quitte ou double de Robert Vernay
- 1953 : Week-end à Paris (Innocents in Paris) de Gordon Parry : le concierge
- 1953 : Le Guérisseur d'Yves Ciampi
- 1954 : Leguignon guérisseur de Maurice Labro : l'inspecteur du fisc
- 1955 : French Cancan de Jean Renoir
- 1955 : Cherchez la femme de Raoul André
- 1955 : Je suis un sentimental de John Berry
- 1956 : Mémoires d'un flic de Pierre Foucaud
- 1956 : Bonjour sourire de Claude Sautet : le roi
- 1956 : Voici le temps des assassins de Julien Duvivier
- 1957 : Sénéchal le magnifique de Jean Boyer : Baluze
- 1957 : Nous autres à Champignol de Jean Bastia : Bouillaud
- 1958 : Le Septième Ciel de Raymond Bernard : le maire
- 1958 : Sois belle et tais-toi de Marc Allégret : le directeur du cirque
- 1958 : La Moucharde de Guy Lefranc
- 1958 : Le Miroir à deux faces d'André Cayatte : un professeur
- 1958 : Un drôle de dimanche de Marc Allégret : le gendarme qui attend le bus
- 1958 : Sérénade au Texas de Richard Pottier : le commissaire
- 1960 : La Ligne de mire de Jean-Daniel Pollet
- 1961 : Le Président d'Henri Verneuil
- 1966 : Trois enfants dans le désordre de Léo Joannon
- 1968 : Le Troisième Âge de Jean Bellanger - Court métrage -

### Télévision
- 1960-1963 : Plaisir du théâtre (série télévisée)
  - 1960 - Le Chemin des écoliers, réal. André Leroux
  - 1961 - Les Cochons d'Inde, réal. André Leroux
  - 1962 - La Flambée, réal. André Leroux
  - 1963 - Le Divertissement posthume, réal. Jean Vernier
- 1961 : En votre âme et conscience, épisode : L'Affaire Courtois de  Jean-Pierre Marchand
- 1961 : L'Âme de Nicolas Snyders de  Georges Lacombe (téléfilm)
- 1962 : Le Théâtre de la jeunesse, épisode : Gargantua de  Pierre Badel
- 1962 : Mesdemoiselles Armande de  René Lucot (téléfilm)
- 1962 : Vient de paraître d'André Pergament (téléfilm)
- 1962 : Le Monsieur de 5 heures d'André Pergament (téléfilm)
- 1962 : Pauvre Martin de Jean-Marie Coldefy (téléfilm)
- 1963 : Les choses voient d'André Pergament
- 1964 : L'Abonné de la ligne U de Yannick Andreï
- 1966 : Au théâtre ce soir : La Cuisine des anges d'Albert Husson, mise en scène Christian-Gérard, réalisation Pierre Sabbagh, Théâtre Marigny

## Théâtre
- 1945 : Arsenic et vieilles dentelles de Joseph Kesselring, mise en scène Jacques-Henri Duval, Théâtre de l'Athénée
- 1952 : La Cuisine des anges d'Albert Husson, mise en scène Christian-Gérard, Théâtre du Vieux-Colombier
- 1959 : De sept heures à sept heures de Guillaume Hanoteau et Philippe Georges d'après Robert Cedric Sherriff, mise en scène Max Mégy, Théâtre des Arts
- 1961 : Le 10e Homme de Paddy Chayefsky, mise en scène Raymond Gérôme, Théâtre du Gymnase
- 1964 : Jules César de William Shakespeare, mise en scène Raymond Hermantier, Festival de Lyon,  Théâtre Sarah-Bernhardt